# مسیحی شدن امپراتوری روم به عنوان انتشار نوآوری

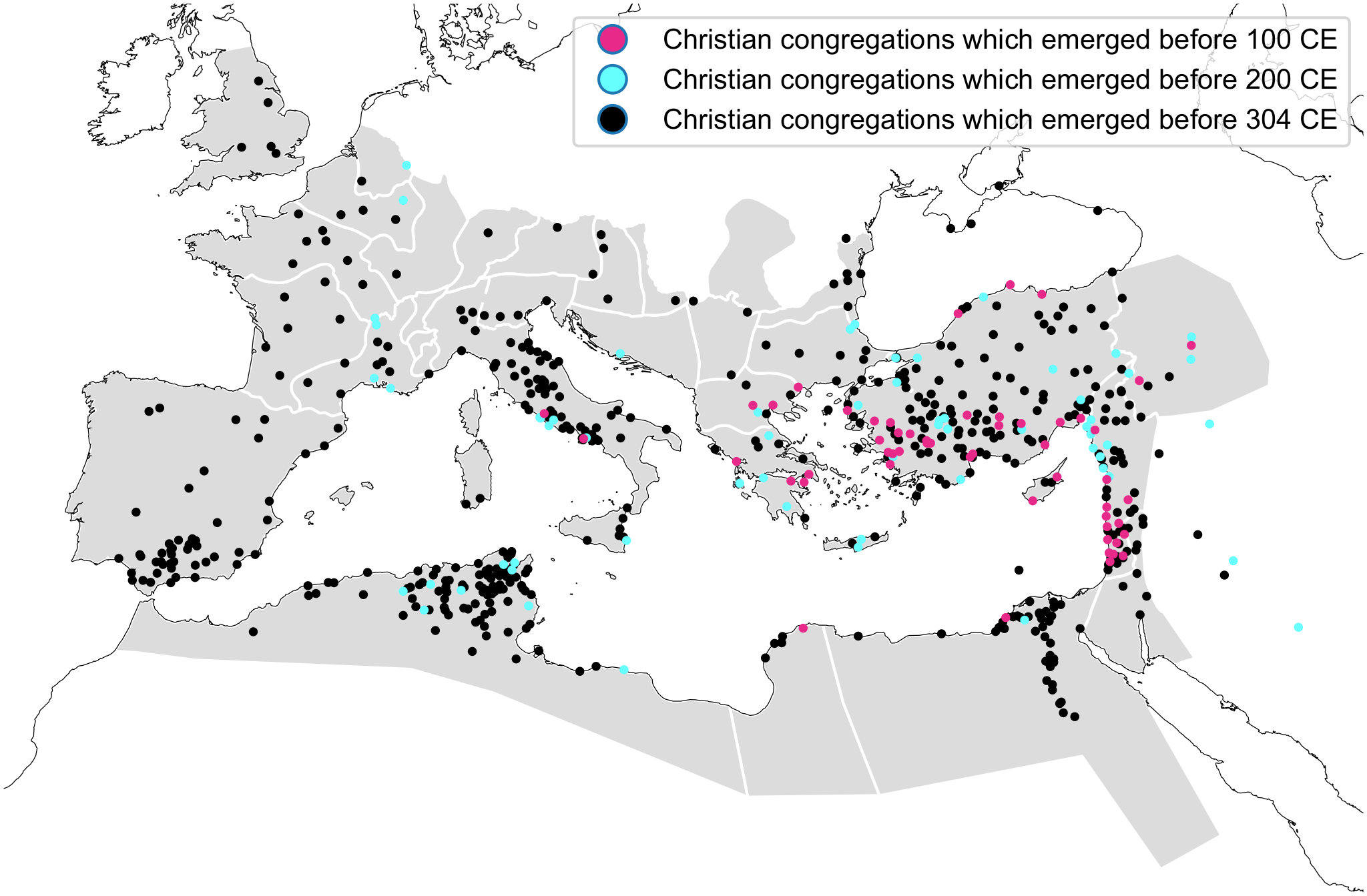
نقشه امپراتوری روم با توزیع جماعت مسیحی نمایش داده شده برای هر قرن.

مسیحی شدن امپراتوری روم به عنوان انتشار نوآوری (انگلیسی: Christianization of the Roman Empire as diffusion of innovation) نگاهی به تغییرات مذهبی در سه قرن اول امپراتوری روم از طریق دریچه انتشار نوآوری است، نظریه ای جامعه‌شناختی که توسط اورت راجرز در سال ۱۹۶۲ رایج شد. نوآوری فرآیندی از ارتباط است که در طول زمان، در میان افراد درون یک سیستم اجتماعی اتفاق می‌افتد و توضیح می‌دهد که چگونه، چرا، و چه زمانی ایده‌های جدید و فناوری گسترش می‌یابند. در این نظریه، موفقیت یا شکست یک نوآوری به ویژگی‌های خود نوآوری، پذیرندگان، کانال‌های ارتباطی مورد استفاده، زمان و سیستم اجتماعی که در آن همه اتفاق می‌افتد بستگی دارد.
در سه قرن اول امپراتوری، جامعه رومی از چندخداپرستی مستقر در شهر خود دور شد تا نوآوری مذهبی مسیحیت توحیدی را بپذیرد. این رویکرد به جای توضیح این موضوع از طریق رویدادهای سیاسی و اقتصادی، بر قدرت تعاملات اجتماعی انسانی به عنوان محرک‌های تغییرات اجتماعی تمرکز می‌کند. این درک از ایدئولوژی مسیحی و [[سه مقاله در باب دین
سودمندی دین]] را با تجزیه و تحلیل شبکه‌های اجتماعی و محیط آنها ترکیب می‌کند. در حالی که توضیحات جایگزینی از مسیحی شدن امپراتوری روم وجود دارد، با سطوح مختلف حمایت از پژوهش‌های معاصر، این رویکرد نشان می‌دهد که تغییر فرهنگی و مذهبی امپراتوری روم اولیه را می‌توان به عنوان نتیجه تجمعی رفتارهای فردی متعدد درک کرد.